# Fallout Online
Fallout Online (робоча назва Project V13) — скасована MMORPG у всесвіті Fallout, яка розроблялася студією Masthead Studios і мала бути видана Interplay, а члени команди Interplay забезпечували творчий контроль і дизайн. Кріс Тейлор і Марк О'Грін, двоє з творців оригінальної Fallout, були серед розробників; Джейсон Андерсон, один з інших творців Fallout, брав участь у проекті між 2007 і 2009 роками, але потім покинув команду. Права Interplay на розробку та видання цієї гри були предметом юридичних суперечок між Interplay та Bethesda Softworks, нинішнім власником франшизи Fallout. Позасудове врегулювання було досягнуто у 2012 році, коли Bethesda отримала повні права на онлайн-гру Fallout за два мільйони доларів, зрештою випустивши власну онлайн-гру Fallout 76 шість років потому.

## Розробка
За словами Interplay Entertainment, вони створили великий і багатокомпонентний «мета-пазл для всього ігрового світу». Цей мета-пазл включає в себе структуру головоломки, систему кодів і заплановані локації, які покликані сприяти співпраці і змаганню між гравцями протягом тривалого періоду часу. Interplay стверджувала, що вона нанесла на карту приблизно 65 500 квадратних миль (170 000 квадратних кілометрів) місцевості з текстурами, об'єктами і персонажами, впровадженими в неї. Кілька ігрових зон були заблоковані текстурованими та населеними 3D-об'єктами. Також були розроблені початкові стартові зони для кожної раси персонажів гравця, щоб кожен персонаж іншої раси мав власну історію, з якої він починав. Були розроблені комп'ютерні моделі для багатьох типів істот, створена 3D-геометрія та текстури, а деякі NPC були створені, щоб жити в грі. Були написані та протестовані бойові дії, рівні, розвиток персонажів, виготовлення предметів, навички Fallout Online. Interplay показала, що вона створила міста, які контролюються гравцями, центри гільдій та соціальні центри для взаємодії гравців.

### Black Isle Studios
За словами Фергуса Уркгарта, коли Брайан Фарго ще був президентом Interplay, Фарго запропонував Black Isle Studios зробити Fallout MMO, але Уркгарт відмовився, сказавши: «Причиною того, що я б із задоволенням зробив Fallout MMO, було те, що я вважав, що Interplay просто не в тій ситуації, коли у них є ресурси для цього. Коли ви починаєте робити MMO, вона коштуватиме 100 мільйонів доларів, перш ніж ви зможете покласти її на полицю; вам потрібно купити сервери, найняти обслуговуючий персонал, найняти ігрових майстрів. Це дуже відповідальна справа, і крім того, це означає, що вам доведеться робити все це, тож на чому ще ви збираєтеся зосередитися? Які ще ігри ви зможете робити?».

### Спільний проєкт Interplay і Masthead
У листопаді 2006 року Interplay Entertainment на чолі з Ерве Каном подала до Комісії з цінних паперів і бірж США форму 8-K щодо потенційної багатокористувацької відеогри Fallout. У квітні 2007 року компанія Bethesda Softworks, розробник Fallout 3, придбала повні права на інтелектуальну власність Fallout за 5,75 млн доларів США (~7,86 млн доларів США у 2022 році). Хоча Bethesda тепер володіла правами на інтелектуальну власність на Fallout MMO, положення угоди про купівлю дозволили Interplay ліцензувати права на розробку MMO. В угоді були прописані конкретні вимоги, у разі невиконання яких Interplay негайно втрачала ліцензійні права на Fallout і відмовлялася від них. Розробка повинна була розпочатися протягом 24 місяців з дати підписання угоди (4 квітня 2007 року), і Interplay повинна була забезпечити 30 мільйонів доларів протягом цього часу або втратити свої права на ліцензію. Крім того, Interplay повинна була випустити MMOG протягом чотирьох років від початку розробки, а також виплачувати Bethesda 12 відсотків від продажів і передплати за використання інтелектуальної власності.
1 серпня 2007 року ZeniMax Media, материнська компанія Bethesda Softworks, оголосила про створення ZeniMax Online Studios. Підрозділ очолить Метт Фірор, відомий фахівець у галузі онлайн-ігор, і зосередиться на сегменті ринку масових багатокористувацьких онлайн-ігор (MMO). У майбутньому він може працювати над Fallout MMO, якщо Interplay не вдасться зібрати достатньо грошей для свого проекту Fallout Online.
У листопаді 2007 року Interplay відновила власну розробку і найняла розробника Fallout Джейсона Д. Андерсона на посаду креативного директора для неанонсованої MMO. Враховуючи вищезазначені факти, найбільш ймовірно, що гра, над якою працював Андерсон, є Fallout MMO від Interplay, враховуючи те, що його ім'я було вказано в додатку для пошуку роботи в Interplay, а також те, що Fallout згадувався у вимогах до кандидатів на вакансію. У березні 2009 року Андерсон покинув Interplay і приєднався до InXile Entertainment.
30 червня 2008 року було оголошено, що Interactive Game Group, LLC (створена Фредеріком Чеснесом, колишнім генеральним директором Atari, який зараз також володіє MicroProse) придбала 2 000 000 акцій Interplay як компенсацію за укладення угоди про виробництво гри, ймовірно, пов'язаної з Fallout Online.
2 квітня 2009 року Interplay оголосила про підписання зобов'язуючого листа про наміри з Masthead Studios, болгарською компанією-розробником, щодо фінансування розробки Project V13. Команди Masthead та Interplay працюватимуть разом під керівництвом та контролем Interplay, щоб завершити розробку проекту. 15 червня 2010 року гра була офіційно анонсована як Fallout Online. Планувалося, що гра буде розроблятися спільно Interplay і Masthead Studios, і використовуватиме рушій Earthrise Engine, компанії Masthead, який був використаний у першій грі компанії, Earthrise.

## Судовий спір та скасування
15 квітня 2009 року компанія Bethesda Softworks оголосила про намір відкликати ліцензію на гру Fallout MMO. Interplay отримала повідомлення від Bethesda про намір розірвати ліцензійну угоду на торговельну марку, стверджуючи, що Interplay порушила угоду, не розпочавши повномасштабну розробку до 4 квітня 2009 року і не забезпечивши певне фінансування гри. Interplay заперечувала ці претензії. 15 липня 2009 року розробник Project V13 Кріс Тейлор розмістив відповідь на форумі Project V13 на сайті Interplay, спростовуючи твердження, що Interplay втратила права на Fallout MMO.
8 вересня 2009 року Bethesda Softworks подала позов про порушення авторських прав проти Interplay Entertainment до окружного суду штату Меріленд. Bethesda стверджувала, що Interplay лише надала ліцензію на використання назви Fallout для своєї гри і не може використовувати жодні її активи. Interplay заперечила цю претензію, заявивши, що вони не видавали ліцензію на назву для створення гри в онлайн-покер під назвою Fallout. Вони заявили, що претензії Bethesda можна порівняти з фільмом про Білосніжку, в якому принцеса взагалі не з'являється. Interplay також заявила, що якщо Bethesda відмовиться дозволити їм завершити Fallout Online, то вони зможуть випустити лише одну гру Fallout з доповненнями до неї, перш ніж права повернуться до Interplay, що дасть Interplay повні права на Fallout Online і решту ігор серії Fallout. Interplay виграла судову заборону, в результаті чого Bethesda подала апеляцію. Потім з'ясувалося, що до 9 квітня 2009 року Interplay найняла геймдизайнерів, сценаристів і художників, які в основному завершили розробку гри Fallout Online, включаючи онлайн-вікі, присвячену розробці гри, яка в тому вигляді, в якому вона існувала 4 квітня 2009 року, складалася з майже 2200 сторінок, коли її надрукували і передали адвокатам Bethesda. До 4 квітня 2009 року Interplay створила значну кількість концепт-артів, зміцнила свій технологічний план, ліцензувавши ігровий рушій та набір інструментів розробки від Masthead Studios, розробка якого з нуля обійшлася б Interplay у мільйони доларів. Також існував ігровий простір, заснований на концепт-арті Interplay, розроблений Masthead, і багато користувачів з Європи та США могли увійти в гру та взаємодіяти в ній. Для гри Masthead було доручено переглянути та вдосконалити її технологію, включаючи ігровий рушій, інструменти та мережеве програмне забезпечення. 10 грудня 2009 року суд відхилив запит Bethesda на попередню судову заборону. Interplay змогла продовжити роботу над проектом до вирішення справи.
Тоді Bethesda подала до суду на Masthead Studios і попросила накласти попередню судову заборону на компанію. Суд відхилив клопотання Bethesda ще до того, як Masthead Studios отримала можливість подати заперечення проти позову. Спроба Bethesda оскаржити несприятливе рішення була швидко відхилена. Пізніше Bethesda подала клопотання про судову заборону проти Interplay, намагаючись приховати докази, які могли б підтримати Interplay в суді, а саме те, що Interplay виконала умови початкового контракту. У відповідь на це Interplay наступного дня подала власне клопотання про забезпечення позову, намагаючись перешкодити Bethesda викликати раніше не оголошеного свідка-експерта, який, як очікувалося, мав надати експертні свідчення щодо значення умов контракту, що містяться в ліцензійній угоді на торговельну марку. Суд присяжних, якого вимагала Bethesda, був скасований через формулювання контракту APA (контракт, за яким Fallout була продана Bethesda), в якому зазначалося, що всі юридичні суперечки можуть бути вирішені лише судом присяжних, що залишає результат справи в руках одного судді. Невідомо, чи це був простий недогляд з боку Bethesda, чи щось, на що звернула Interplay увагу суду.
Згідно з позасудовим врегулюванням, Fallout Online було скасовано. Однак Interplay через свій підрозділ Black Isle продовжує працювати над Project V13, але видалить усі згадки про Fallout, щоб виконати умови мирової угоди. Умови мирової угоди змусили Interplay передати Bethesda все майно, пов'язане з Fallout MMO. Interplay все ще могла продавати копії Fallout, Fallout 2 і Fallout Tactics: Brotherhood of Steel, але її дозвіл на це закінчився 31 грудня 2013 року. Власна онлайн-гра Fallout від Bethesda, Fallout 76, вийшла у 2018 році.